# Giovanni Silvestri
Giovanni Silvestri (Genova, 24 ottobre 1858 – Milano, 27 maggio 1940) è stato un imprenditore, dirigente d'azienda e senatore italiano.
Fu uno dei più importanti industriali della sua epoca.

## Biografia

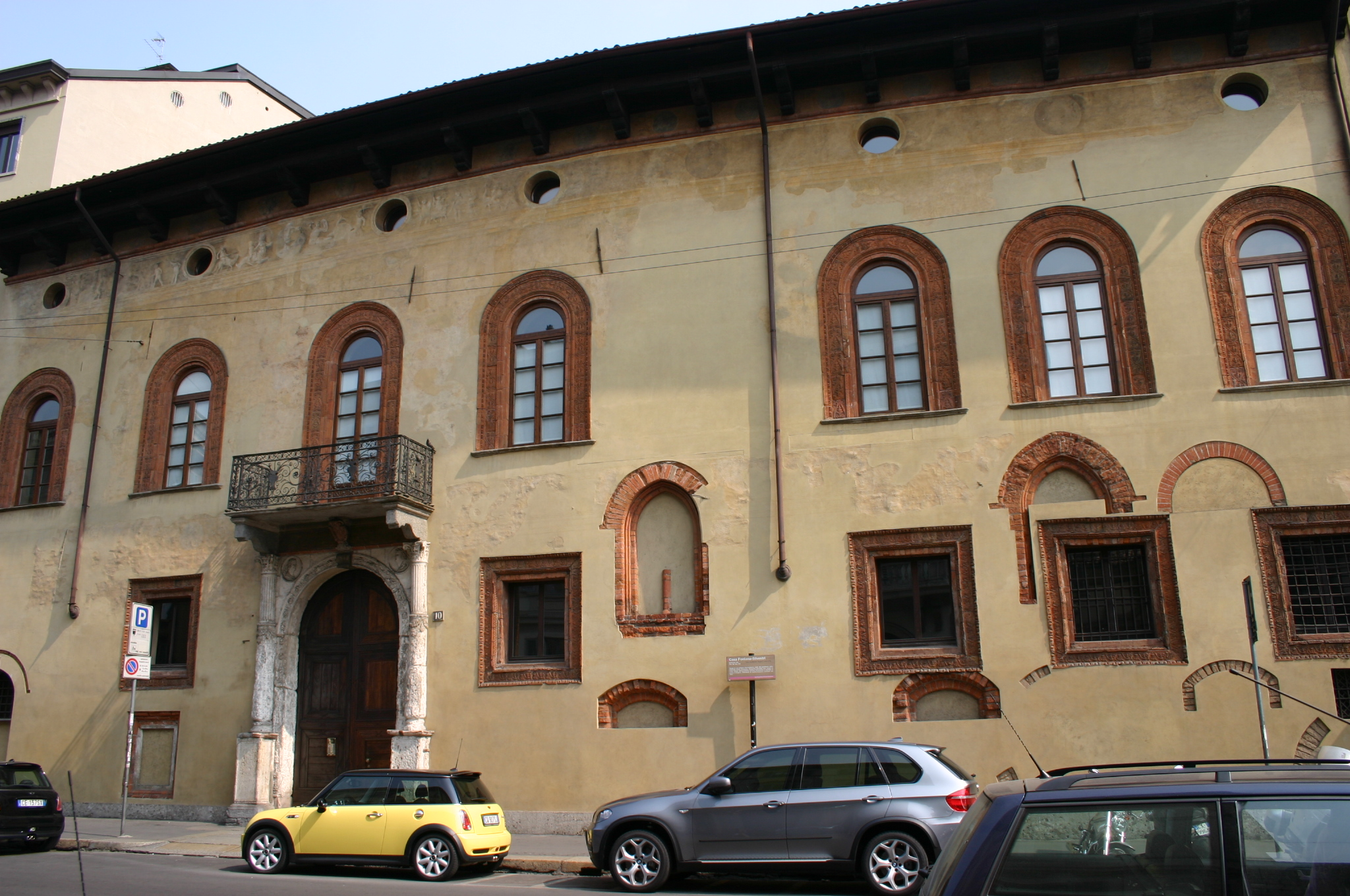
Casa Fontana-Silvestri, abitazione milanese di Giovanni Silvestri

Giovanni Silvestri fu un imprenditore di grande successo. Nacque da Maria Sarti e dall'ingegner Girolamo Silvestri. Il padre aveva già collaborato con il suocero, l'ingegner Giulio Sarti alla progettazione della ferrovia Milano-Monza. Giovanni visse la sua infanzia nel Palazzo Silvestri a Sovere. Si trasferì a Milano per affari e sposò Maria Volpi Bassani utilizzando la villa di famiglia per la produzione di seta.
Rilevò dal padre la Miani e Silvestri, nata nel 1880 da Giovanni Miani, un ex socio di una delle più antiche aziende milanesi, la Grondona, Miani e Zambelli, e come questa produttrice di carrozze trainate da cavalli e altri veicoli. Nel 1890 fece costruire un nuovo stabilimento tra Vigentino e Morivione (in seguito entrambi inglobati nel Comune di Milano), che sviluppava la produzione siderurgica Miani e Silvestri, che divenne una delle maggiori realtà economiche milanesi, giungendo ad occupare circa 4 000 dipendenti.
L'azienda si occupò anche di meccanica pesante (locomotive ferroviarie), e nel 1899 inglobò la Grondona, Comi & C. (ex Grondona, Miani e Zambelli), prendendo il nome di Officine Meccaniche, che divenne in seguito una consociata del gruppo FIAT.
Nel 1905 era già Commendatore quando, col trasferimento della sede federale da Torino a Milano, assunse la carica di Presidente della Federazione Italiana Giuoco Calcio.
Giovanni Silvestri diventò anche membro del consiglio d'amministrazione della Società cantieri navali e acciaierie per la creazione di Porto Marghera (settembre 1917), consigliere della Società metallurgica italiana, consigliere della società "G. B. Izar".
Fu anche presidente dell'Associazione fra le Società italiane per azioni e della Commissione esecutiva del Comitato nazionale per le Esposizioni e per le esportazioni italiane all'estero.
Nel 1924 divenne senatore.
Fra i fondatori di Anima nel 1914, ne fu presidente fino al 1919.
Fu presidente della Confindustria nel periodo 1919-1920 preceduto da Giovanni Battista Pirelli e seguito da Ettore Conti di Verampio.
La FIGC gli conferì il riconoscimento post-mortem di "pioniere del calcio italiano" nel 1949.